# がたひめ
がたひめは、新潟県のバーチャルYouTuber、ローカルヒロイン、ローカルキャラクター。運営、著作権者は「がたひめプロジェクト」。「新潟テレビ21」と「がたひめプロジェクト」の共同でキャラクター展開を行っており、「新潟テレビ21」のテレビCM、インターネット配信などを行っていた。
2024年3月7日現在がたひめの公式YouTubeチャンネルは閉鎖され、さらに公式サイトも閉鎖されていて別の企業がサイトのドメインを取得している。

## 経歴
2019年
- 2月19日 - YouTubeに公式チャンネルを開設。
- 3月 - ニコニコ動画のUXチャンネルに動画を初投稿。また、YouTubeの公式チャンネルにおいても動画を初投稿。
- 4月 - 『炎の天狐 トチオンガーセブン』とコラボレーションしたトーク番組を配信。
- 6月 - オリジナルキャラクターソング「がたひめらんでぶう」を制作・公開。

2020年
- 4月 - Youtubeチャンネルにて、本格的な配信活動を開始。
- 11月 - 初の公式グッズがBOOTHにて販売開始。

2021年
- 12月 - 2021年12月31日をもってYouTubeLiveで行っていたがたひめLiveの配信を終了。公式Twitterも同日以降ツイートが停止している。

## キャラクター
異次元にある越後国の姫で、将来女王になる予定。自称「品行方正」。性格は基本的に上から目線だが、優しい一面もある。趣味はエッジの効いた面白いことを応援すること。好きなものは翡翠。ファンの総称は「がたぱ」（がたひめぱーてぃより）

## 出演
- 超アニソンライブsupported by がたふぇす（2018年、新潟県、公式応援キャラクター）
- 超アニソンライブsupported by がたふぇす（2019年、新潟県、公式応援キャラクター）[6]